# Бардит
Бардит (лат. barditus) — боевая песня (возможно, напев без слов) у древних германцев. Слово приводится Тацитом (конец I в. н. э.) в главе 3 сочинения «Германия», этнографического описания германских племён, живших в то время за пределами Римской империи. По утверждению Тацита, bardītus — обозначение боевой песни или клича, по отголоску которого, вызванному «поднятыми ко рту щитами», гадали об исходе битвы. О бардите упоминает также римский историк Аммиан Марцеллин (IV в. н. э.). Жанр боевого пения или победного заговора в щиты прослеживается также в древнескандинавской традиции.
Согласно «Реальному словарю классических древностей», bardītus — «боевая песнь древних германцев, начинавшаяся полуслышным шёпотом и доходившая постепенно до ужасающего крика. Вой <...> женщин сопровождал её». Как отмечается в том же источнике, название этого песенного жанра не имеет ничего общего с кельтской традицией бардов, которых у древних германцев не было.
Согласно Музыкальному словарю Римана, bardit или bardiet означает пение бардов; слово это введено в немецкую поэзию Ф. Г. Клопштоком и обязано своим происхождением ошибочному пониманию одного места у Тацита (barditus вместо barritus, из чего вывели заключение, будто и у древних германцев были барды).